# Silvano Vos
Silvano Vos (Amsterdam, 16 maart 2005) is een Nederlandse voetballer die als middenvelder speelt. In de zomer van 2024 verruilde hij Ajax voor AC Milan.

## Carrière

### Ajax
Vos begon in zijn jeugd te voetballen bij AVV Zeeburgia. In 2012 maakte hij de overstap naar de Ajax Jeugdopleiding, waar hij de gehele opleiding doorliep. Op 15 augustus 2015 mocht Vos zoals traditie is bij Ajax in de Amsterdam ArenA, voor dat de compitiewedstrijd Ajax–Willem II begon, de bal hooghouden. Hier was hij zodanig goed in (in totaal 3.178 keer) dat hem gevraagd moest worden of hij vrijwillig wou stoppen omdat de wedstrijd moest beginnen.
In het seizoen 2022/23 werd Vos toegevoegd aan de selectie van Jong Ajax, waar hij zijn debuut maakte op 8 juli 2022 in de thuiswedstrijd tegen Telstar.
Op 9 april 2023 maakte Vos zijn debuut in het eerste elftal van Ajax. In de met 4–0 gewonnen thuiswedstrijd tegen Fortuna Sittard kwam hij in de 72e minuut in het veld als invaller voor Grillitsch. Daarna mocht hij dat seizoen nog eenmaal invallen in het eerste team.
In juli 2023 tekende Vos een nieuw contract voor vijf jaar bij de Amsterdamse club. 
Op 21 september 2023 debuteerde Vos voor Ajax in de UEFA Europa League. Hij kwam als invaller in de wedstrijd tegen Olympique Marseille, waar hij na een tweede gele kaart met rood van het veld werd gestuurd. Voor de winterstop speelde hij 6 wedstrijden voor het eerste team. In de winter had hij een knieblessure, daarna speelde hij de rest van het seizoen vooral weer voor Jong Ajax, met nog vijf invalbeurten bij het eerste team.

### AC Milan
Tijdens de voorbereiding op seizoen 2024/25 werd hij door Ajax uit de A-selectie verwijderd. Vervolgens werd hij door Ajax verkocht aan AC Milan, waar hij aansloot bij het jeugdteam dat uitkomt in de Serie C.

## Clubstatistieken

### Beloften
| Seizoen | Club      | Competitie     | Competitie | Competitie |
| Seizoen | Club      | Competitie     | Wed.       | Dlp.       |
| ------- | --------- | -------------- | ---------- | ---------- |
| 2021/22 | Jong Ajax | Eerste divisie | 5          | 1          |
| 2022/23 | Jong Ajax | Eerste divisie | 31         | 4          |
| 2023/24 | Jong Ajax | Eerste divisie | 20         | 1          |
| Totaal  | Totaal    | Totaal         | 56         | 6          |

Bijgewerkt t/m 15 juli 2024.

### Senioren
| Seizoen | Club   | Competitie | Competitie | Competitie | Beker | Beker | Internationaal | Internationaal | Totaal | Totaal |
| Seizoen | Club   | Competitie | Wed.       | Dlp.       | Wed.  | Dlp.  | Wed.           | Dlp.           | Wed.   | Dlp.   |
| ------- | ------ | ---------- | ---------- | ---------- | ----- | ----- | -------------- | -------------- | ------ | ------ |
| 2022/23 | Ajax   | Eredivisie | 2          | 0          | 1     | 0     | –              | –              | 3      | 0      |
| 2023/24 | Ajax   | Eredivisie | 11         | 0          | 0     | 0     | 3              | 0              | 14     | 0      |
| Totaal  | Totaal | Totaal     | 13         | 0          | 1     | 0     | 3              | 0              | 17     | 0      |

Bijgewerkt t/m 25 juli 2024.